# Wolxheim
Wolxheim (Wolixe en alsacien) est une commune française située dans la circonscription administrative du Bas-Rhin et, depuis le 1er janvier 2021, dans le territoire de la Collectivité européenne d'Alsace, en région Grand Est.
Cette commune se trouve dans la région historique et culturelle d'Alsace.

## Géographie
Wolxheim se trouve à 17,5 km à l'ouest de Strasbourg. La sous-préfecture la plus proche est celle de Molsheim, à 3,5 km au sud de Wolxheim à vol d'oiseau. À l'est de la commune se trouve le village d'Ergersheim, à l'ouest, ceux de Soultz-les-Bains et Avolsheim.
La Bruche passe à la sortie sud du village. Wolxheim se situe sur la Route des Vins d'Alsace. 
| Dahlenheim       |          | Ergersheim |
| Soultz-les-Bains | Wolxheim |            |
| Avolsheim        | Molsheim | Dachstein  |

### Hydrographie

#### Réseau hydrographique
La commune est dans le bassin versant du Rhin au sein du bassin Rhin-Meuse. Elle est drainée par la Bruche, la Mossig, le canal de la Bruche et divers bras d'Alimentation du canal de la Bruche,.
La Bruche, d'une longueur de 77 km, prend sa source dans la commune de Urbeis et se jette  dans l'Ill à Strasbourg, après avoir traversé 37 communes. Les caractéristiques hydrologiques de la Bruche sont données par la station hydrologique située sur la commune. Le débit moyen mensuel est de 6,1 m3/s. Le débit moyen journalier maximum est de 82,6 m3/s, atteint lors de la crue du 5 janvier 2018. Le débit instantané maximal est quant à lui de 93,5 m3/s, atteint le même jour.
La Mossig, d'une longueur totale de 33,1 km, prend sa source dans la commune de Wangenbourg-Engenthal et se jette  dans la Bruche à Avolsheim, après avoir traversé 13 communes. Les caractéristiques hydrologiques de la Mossig sont données par la station hydrologique située sur la commune. Le débit moyen mensuel est de 1,29 m3/s. Le débit moyen journalier maximum est de 24,3 m3/s, atteint lors de la crue du 10 avril 1983. Le débit instantané maximal est quant à lui de 26,6 m3/s, atteint le même jour.
Le canal de la Bruche, d'une longueur de 19 km, reliait initialement Soultz-les-Bains, près de Molsheim à Strasbourg où il rejoint l'Ill, dans le quartier de la Montagne Verte. 

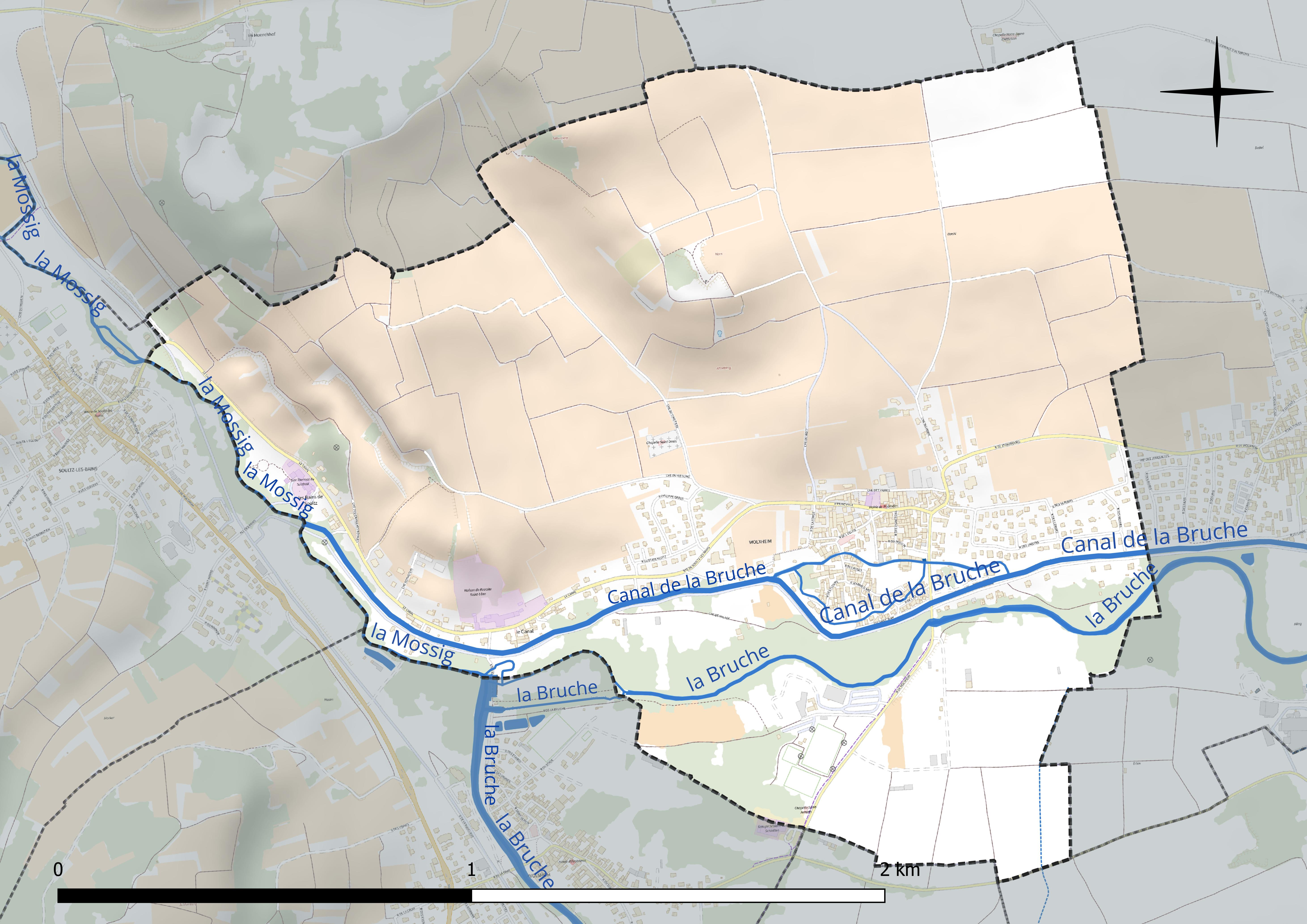
Réseau hydrographique de Wolxheim.

#### Gestion et qualité des eaux
Le territoire communal est couvert par le schéma d'aménagement et de gestion des eaux (SAGE) « Ill Nappe Rhin ». Ce document de planification concerne la nappe phréatique rhénane, les cours d'eau de la plaine d'Alsace et du piémont oriental du Sundgau, les canaux situés entre l'Ill et le Rhin et les zones humides de la plaine d'Alsace. Le périmètre s’étend sur 3 596 km2. Il a été approuvé le 17 janvier 2005. La structure porteuse de l'élaboration et de la mise en œuvre est la région Grand Est. 
La qualité des cours d’eau peut être consultée sur un site dédié géré par les agences de l’eau et l’Agence française pour la biodiversité. 

### Climat
Pour des articles plus généraux, voir Climat du Grand Est et Climat du Bas-Rhin.
En 2010, le climat de la commune est de type climat des marges montargnardes, selon une étude du Centre national de la recherche scientifique s'appuyant sur une série de données couvrant la période 1971-2000. En 2020, Météo-France publie une typologie des climats de la France métropolitaine dans laquelle la commune est exposée à un climat semi-continental et est dans la région climatique  Vosges, caractérisée par une pluviométrie très élevée (1 500 à 2 000 mm/an) en toutes saisons et un hiver rude (moins de 1 °C). 
Pour la période 1971-2000, la température annuelle moyenne est de 10,5 °C, avec une amplitude thermique annuelle de 17,7 °C. Le cumul annuel moyen de précipitations est de 748 mm, avec 9,4 jours de précipitations en janvier et 10,1 jours en juillet. Pour la période 1991-2020, la température moyenne annuelle observée sur la station météorologique de Météo-France la plus proche, « Strasbourg-Entzheim », sur la commune d'Entzheim à 10 km à vol d'oiseau, est de 11,4 °C et le cumul annuel moyen de précipitations est de 635,7 mm. 
La température maximale relevée sur cette station est de 38,9 °C, atteinte le 25 juillet 2019 ; la température minimale est de −23,6 °C, atteinte le 23 janvier 1942,,. 
Les paramètres climatiques de la commune ont été estimés pour le milieu du siècle (2041-2070) selon différents scénarios d'émission de gaz à effet de serre à partir des nouvelles projections climatiques de référence DRIAS-2020. Ils sont consultables sur un site dédié publié par Météo-France en novembre 2022.

## Urbanisme

### Typologie
Au 1er janvier 2024, Wolxheim est catégorisée ceinture urbaine, selon la nouvelle grille communale de densité à sept niveaux définie par l'Insee en 2022.
Elle appartient à l'unité urbaine de Molsheim, une agglomération intra-départementale regroupant dix  communes, dont elle est une commune de la banlieue,,. Par ailleurs la commune fait partie de l'aire d'attraction de Strasbourg (partie française), dont elle est une commune de la couronne,. Cette aire, qui regroupe 268 communes, est catégorisée dans les aires de 700 000 habitants ou plus (hors Paris),.

### Occupation des sols
L'occupation des sols de la commune, telle qu'elle ressort de la base de données européenne d’occupation biophysique des sols Corine Land Cover (CLC), est marquée par l'importance des territoires agricoles (91,2 % en 2018), en diminution par rapport à 1990 (92,3 %). La répartition détaillée en 2018 est la suivante : cultures permanentes (62,4 %), zones agricoles hétérogènes (14,9 %), terres arables (14 %), zones urbanisées (8,5 %), forêts (0,3 %). L'évolution de l’occupation des sols de la commune et de ses infrastructures peut être observée sur les différentes représentations cartographiques du territoire : la carte de Cassini (XVIIIe siècle), la carte d'état-major (1820-1866) et les cartes ou photos aériennes de l'IGN pour la période actuelle (1950 à aujourd'hui).

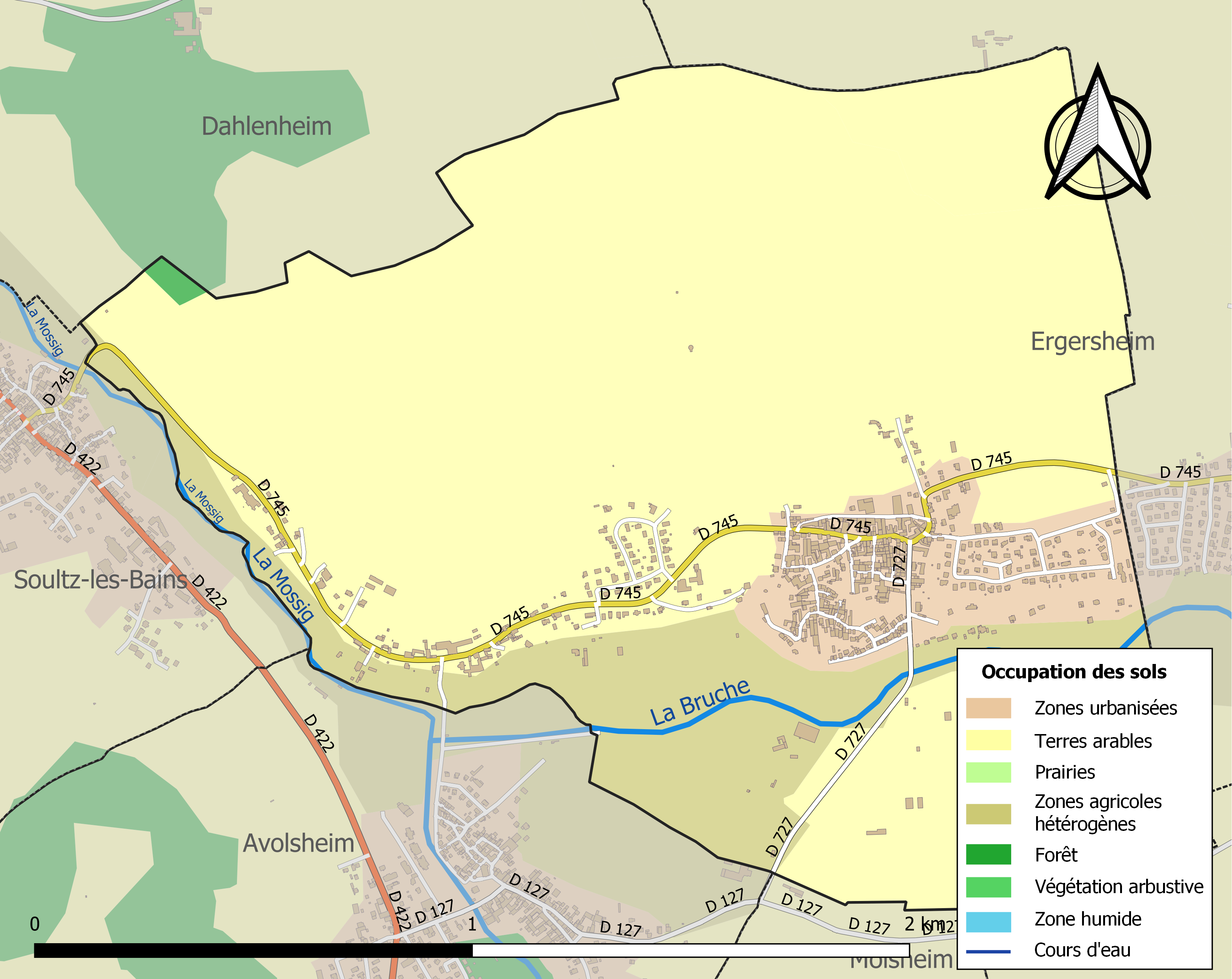
Carte des infrastructures et de l'occupation des sols de la commune en 2018 (CLC).

## Toponymie
737 Olcishaim / Ulcishaim (Als.Dipl.I,15 = Reg.Als.128)
739, 742 Folcoladesheim (Trad.Wiz.017,052)
1089 Volkoldesheim
1182 Wolganseheim (Reg.Imp.IV,112)
1188, 1263, 1271 Wolfgangesheim
1418 Wolfgangesheim (Reg.Imp.XI,3339)
1453 Wolxheim

## Histoire
Citée dès l’année 742 sous le nom de Folcolfersheim, Wolxheim s’appellera successivement Volkordesheim, Wolgang-Wolixe, Wolfgangersheim pour acquérir son nom actuel en 1453. L’origine de ce nom provient sans doute des loups, comme l'atteste le blason de Wolxheim qui représente un double crochet à loup utilisé jadis comme piège. En alsacien, on prononce « Wolixe ».
De nombreux documents d'archives médiévales révèlent l'intérêt des congrégations religieuses pour le vignoble de Wolxheim : l'évêché de Strasbourg (l'évêque Wernher en 1003), l'abbaye de Hohenbourg (Sainte Odile 1188), les bénédictins d'Altorf (1192), l'hôpital de Strasbourg (registres des biens en 1320) en possédaient une large part.
Les témoignages plus récents ne sont pas moins éloquents : Auguste Stoeber, J-L. Stoltz, Charles Gérard, Médard Barth le célèbrent tour à tour. Ainsi que De Grandidier, archiviste de l'évêché et historien. L'Altenberg de Wolxheim est renommé. Ce grand cru fut apprécié par l'empereur Napoléon Ier. L'Altenberg y produit un vin de qualité : le célèbre riesling.
Les vins de Wolxheim ont défendu leurs titres de noblesse sur les tables les plus prestigieuses[réf. souhaitée]. Napoléon l'appréciait particulièrement, il disait, en parlant du riesling, « mon vin préféré[réf. souhaitée] ».
C'est à Wolxheim que la Mossig rejoint le canal de la Bruche. Ce canal, construit par Vauban en 1682, servait à acheminer les pierres provenant des « carrières Royales » aux chantiers pour la fortification de Strasbourg. La viticulture est omniprésente et concerne toutes les exploitations agricoles.

### Héraldique
| Blason de Wolxheim | Blason  | D'azur au crampon de piège à loup d'or posé en barre.                                                                                 |
| Blason de Wolxheim | Détails | Sur fond azur le double crochet ou crampon de piège à loup y est représenté. Le blason est présent sur le site officiel de la mairie. |

## Légendes
L'ancrage viticole de Wolxheim est source de nombreuses légendes :
- saint Denis et l'hydre ;
- Jésus et la vieille femme ;
- le forgeron de Dachstein et l'origine de la chapelle Saint-Armuth.

## Politique et administration
| Période                                  | Période                   | Identité                                     | Étiquette | Qualité           |
| ---------------------------------------- | ------------------------- | -------------------------------------------- | --------- | ----------------- |
| 1947                                     | mars 1965                 | Joseph Widt                                  | SE        |                   |
| mars 1965                                | mars 2001                 | François Muhlberger                          | SE        | Viticulteur       |
| mars 2001                                | mars 2014                 | Bruno Siebert                                | SE        | Chef d'entreprise |
| mars 2014                                | En cours (au 31 mai 2020) | Adrien Kiffel Réélu pour le mandat 2020-2026 | SE        | Chef d'entreprise |
| Les données manquantes sont à compléter. |                           |                                              |           |                   |

## Démographie
L'évolution du nombre d'habitants est connue à travers les recensements de la population effectués dans la commune depuis 1793. Pour les communes de moins de 10 000 habitants, une enquête de recensement portant sur toute la population est réalisée tous les cinq ans, les populations de référence des années intermédiaires étant quant à elles estimées par interpolation ou extrapolation. Pour la commune, le premier recensement exhaustif entrant dans le cadre du nouveau dispositif a été réalisé en 2007.

En 2022, la commune comptait 963 habitants, en évolution de +0,94 % par rapport à 2016 (Bas-Rhin : +3,17 %, France hors Mayotte : +2,11 %).
| 1793 | 1800 | 1806 | 1821  | 1831  | 1836  | 1841  | 1846  | 1851  |
| ---- | ---- | ---- | ----- | ----- | ----- | ----- | ----- | ----- |
| 809  | 875  | 925  | 1 093 | 1 140 | 1 210 | 1 208 | 1 221 | 1 207 |

| 1856  | 1861  | 1866  | 1871  | 1875  | 1880  | 1885  | 1890 | 1895 |
| ----- | ----- | ----- | ----- | ----- | ----- | ----- | ---- | ---- |
| 1 121 | 1 123 | 1 079 | 1 052 | 1 057 | 1 046 | 1 025 | 997  | 943  |

| 1900 | 1905 | 1910 | 1921 | 1926 | 1931 | 1936 | 1946 | 1954 |
| ---- | ---- | ---- | ---- | ---- | ---- | ---- | ---- | ---- |
| 878  | 851  | 785  | 732  | 758  | 762  | 718  | 712  | 648  |

| 1962 | 1968 | 1975 | 1982 | 1990 | 1999 | 2006 | 2007 | 2012 |
| ---- | ---- | ---- | ---- | ---- | ---- | ---- | ---- | ---- |
| 701  | 670  | 793  | 775  | 795  | 774  | 854  | 865  | 880  |

| 2017 | 2022 | - | - | - | - | - | - | - |
| ---- | ---- | - | - | - | - | - | - | - |
| 963  | 963  | - | - | - | - | - | - | - |

## Lieux et monuments

### Le vignoble de Wolxheim
Wolxheim est entourée d'un vignoble de 140 hectares. Au pied de l'Altenberg et de la colline du Horn, à l'écart de toute circulation, la partie centrale du vignoble se présente comme un cirque ovale avec les vignes s'élevant sur les deux collines de part et d'autre, jusqu'au fond du vallon finissant en cul-de-sac. Un sentier viticole long de 6 km et jalonné de panneaux d'information chemine à travers le terroir du grand cru de l'Altenberg.
Disséminées dans le vignoble, de nombreuses fortifications et casemates en partie souterraines, ont été érigées durant l'occupation allemande de 1870 à 1918, afin de contrôler de ce point haut l'embouchure de la vallée de la Bruche[réf. souhaitée].
En face, de la colline du Horn, on peut voir la fin du vallon de la Mossig et Soultz-les-Bains. La face ouest de cette colline, accessible depuis son sommet, a servi de carrière lors de l'édification des fortifications de Strasbourg par Vauban sous Louis XIV[réf. souhaitée]. Le lieu-dit Steingrub (littéralement « la fosse à pierres ») en garde encore la trace, ne serait-ce que par son nom. Les pierres étaient amenées à Strasbourg par le canal de la Bruche qui subsiste encore aujourd'hui et dont le chemin de halage a été aménagé en piste cyclable jusqu'à Strasbourg.

### Statue du Sacré-Cœur
La position surélevée de la plate-forme du Horn permet de voir la plaine d'Alsace en profondeur. On peut également y remarquer des orchidées sauvages propres au site[réf. souhaitée].
C'est par la générosité de la famille Klotz que la statue du Sacré-Cœur (ou statue du Horn) a été placée sur la falaise calcaire du Horn. À l'époque où l'on ne parlait que de guerre, les paroles de paix du Christ ont été gravées sur le socle. C'est le 21 juillet 1912 que fut inauguré ce symbole de la paix souhaitée par la population et c'est à dessein que la statue fut orientée vers le fort de Mutzig[réf. souhaitée].
Pendant l'été 2012, pour les 100 ans de sa création, la statue du Horn a eu droit à une rénovation, ainsi qu'une fête qui s'est déroulée juste en dessous de l'endroit où se trouve la statue[réf. souhaitée].

### Maison natale de Philippe Grass
C'est dans cette demeure que plusieurs générations de Grass ont résidé. Philippe Grass était un sculpteur qui a réalisé les statues de Kléber et de Lezay-Marmésia. Grâce à son succès ainsi obtenu, il devint statuaire de l'Œuvre Notre-Dame de Strasbourg. Non loin de cette bâtisse se trouve la chapelle Notre-Dame-de-Bon-Secours demandée par le maire Charles Prost et datant de 1864.

### La chapelleSaint-Denis
Son existence attestée depuis 1342, cette chapelle installée au centre du cimetière comporte une nef et un chœur à cinq pans. Si l'on en croit la tradition locale, il existait à l'époque romaine, au même emplacement, un sanctuaire dédié à Dionysos[réf. souhaitée], le dieu du vin. Le patronage de saint Denis a été introduit par les moines de Lièpvre qui avaient une cour colongère dans le village. C'est au XVIIe siècle que le curé du moment fit restaurer la toiture ainsi que la nef.

### La chapelle Saint-Armuth
Elle est aussi appelée la chapelle de la Sainte-Pauvreté, faisant peut-être référence à la pauvreté du Christ lors de sa mort. On en entend parler dès 1512 mais, à la suite du premier sanctuaire détruit, l'actuel est reconstruit au même endroit en 1614. Au moment de la guerre de Trente Ans, la chapelle est relevée au XVIIIe siècle et l'on y ajoute un petit logement pour l'ermite qui s'occupe du lieu. L'ermitage fut détruit par un incendie en 1979. C'est en 1861 que le conseil de fabrique rachète la propriété qui était alors devenue privée. La chapelle est alors agrandie et rénovée.

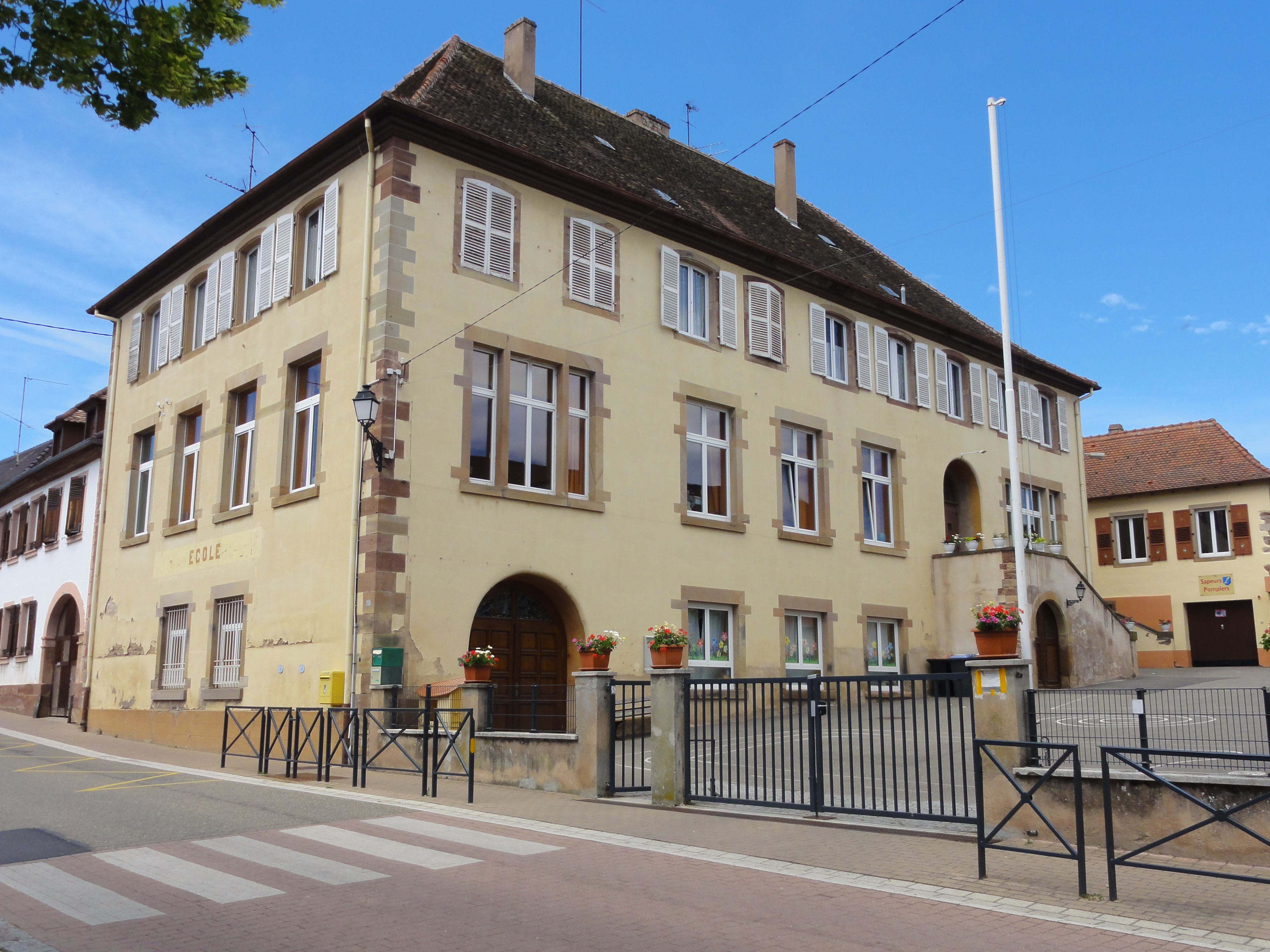
École (XIXe), 15 rue Principale.
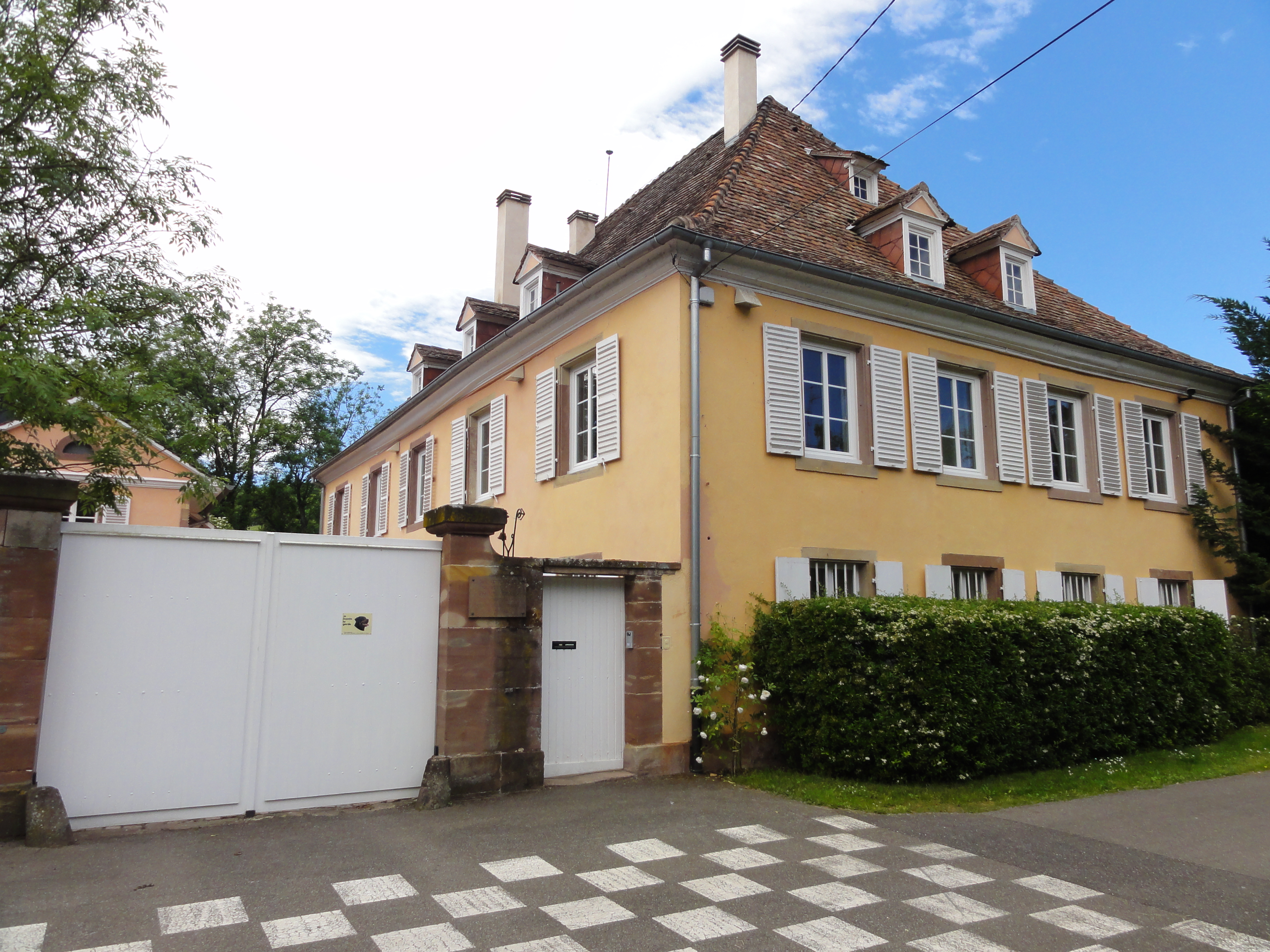
Maison (XIXe-XXe), 33 Le-Canal ; maison natale de Philippe Grass.
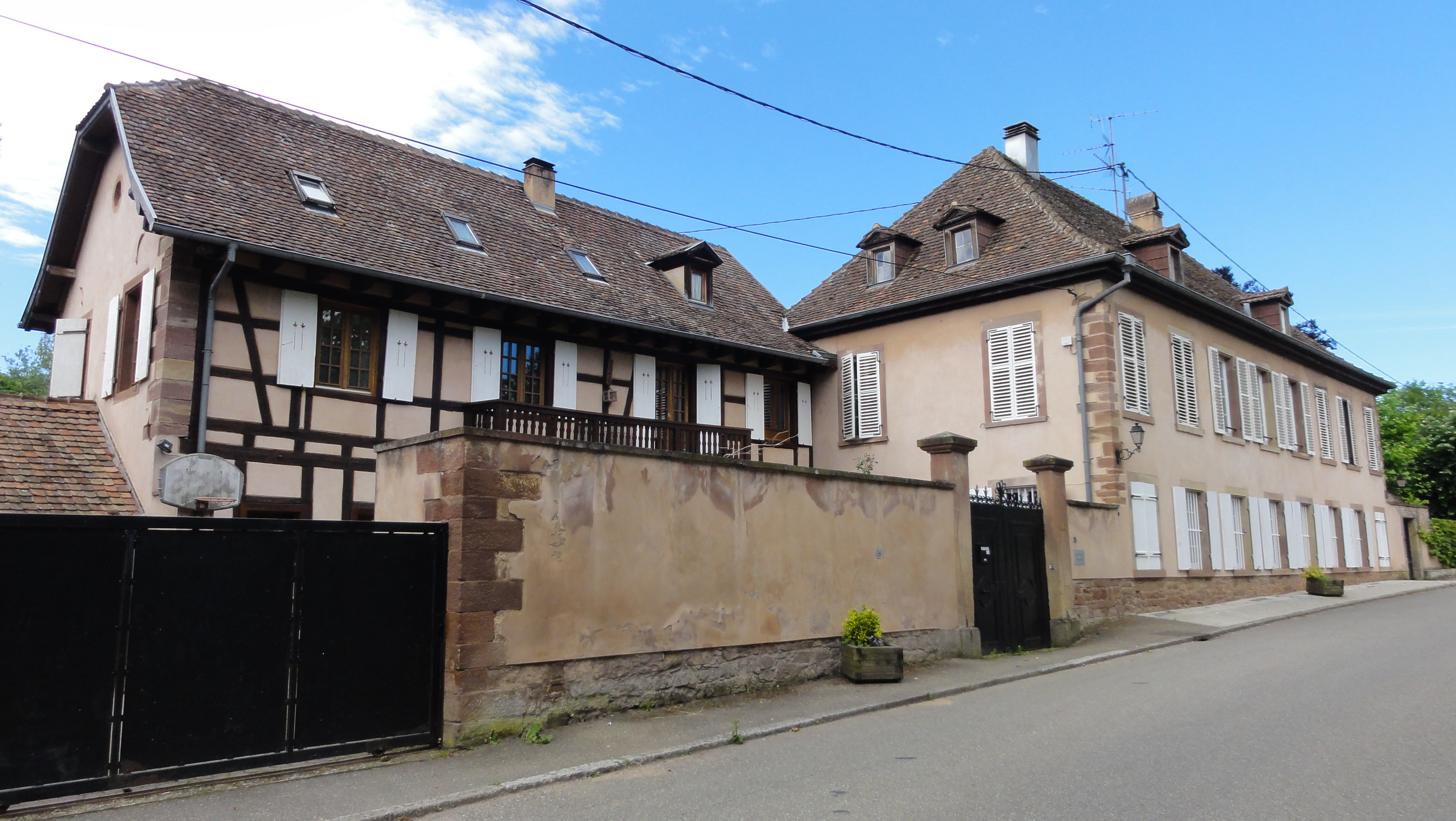
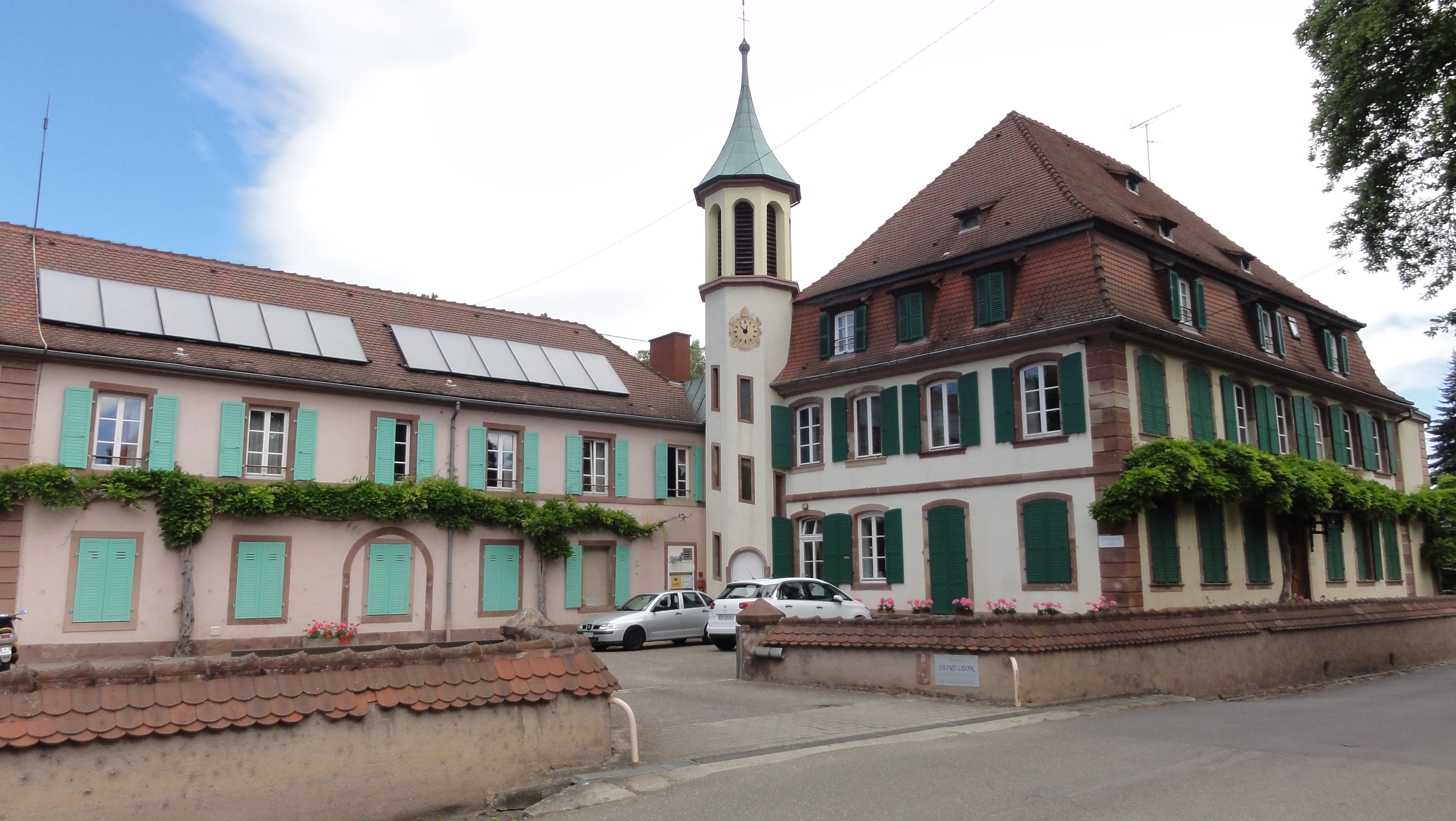
Maison de retraite Saint-Léon (XIXe-XXe), 8 Le-Canal.
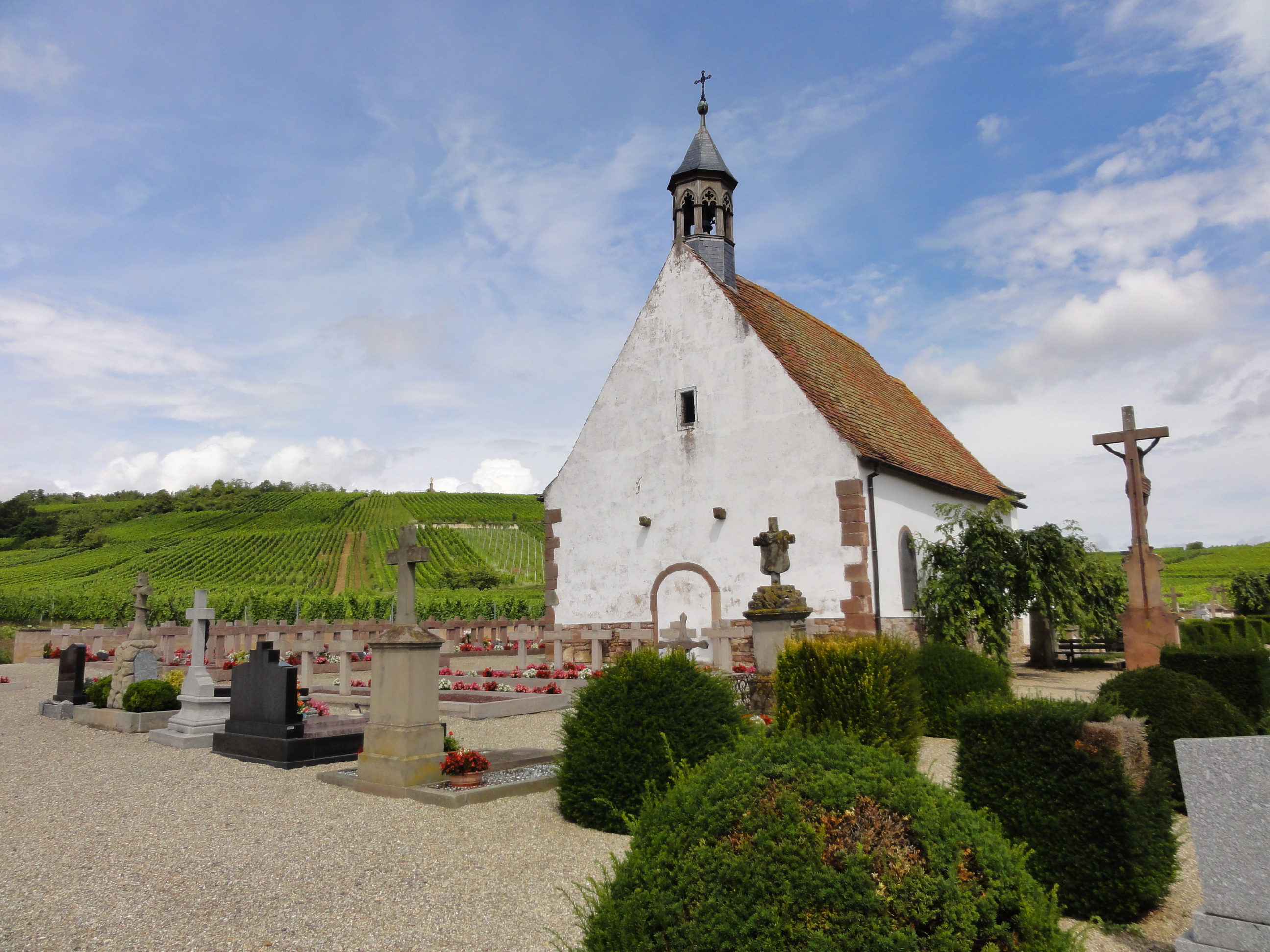
Chapelle Saint-Denis (XIVe-XVIIe).
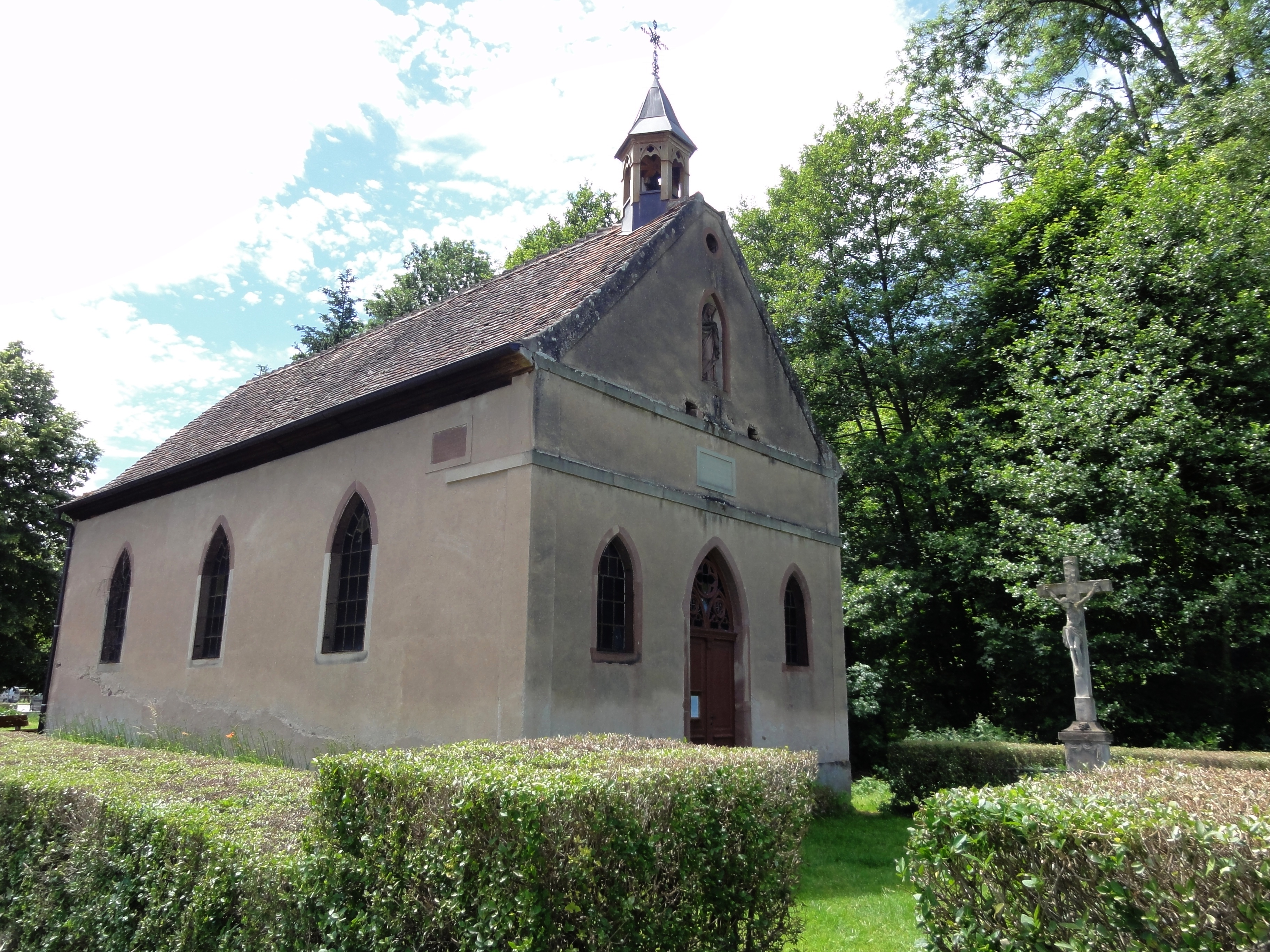
Chapelle Saint-Armuth (XVIe-XVIIe).
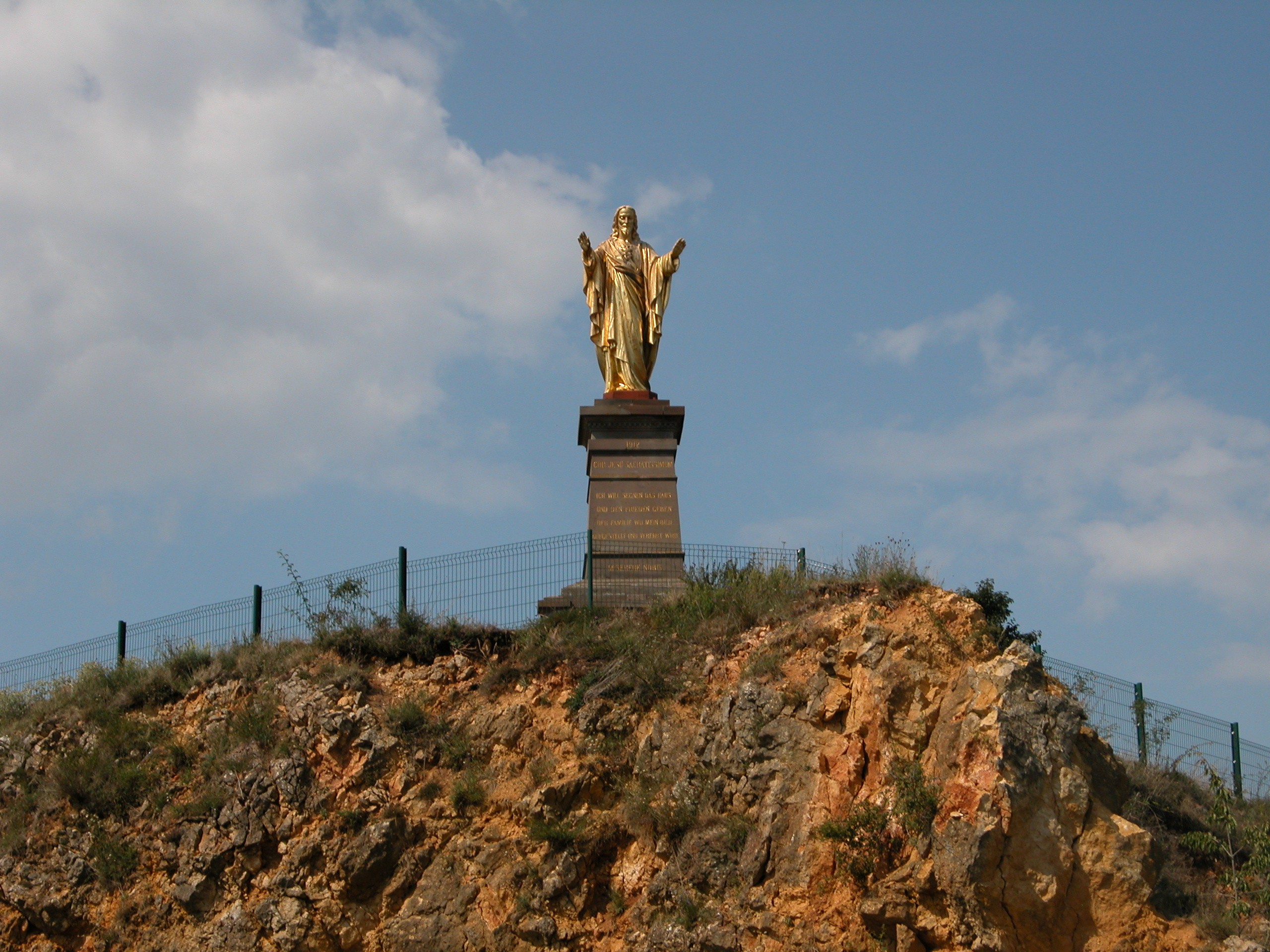
Statue du Sacré-Cœur.
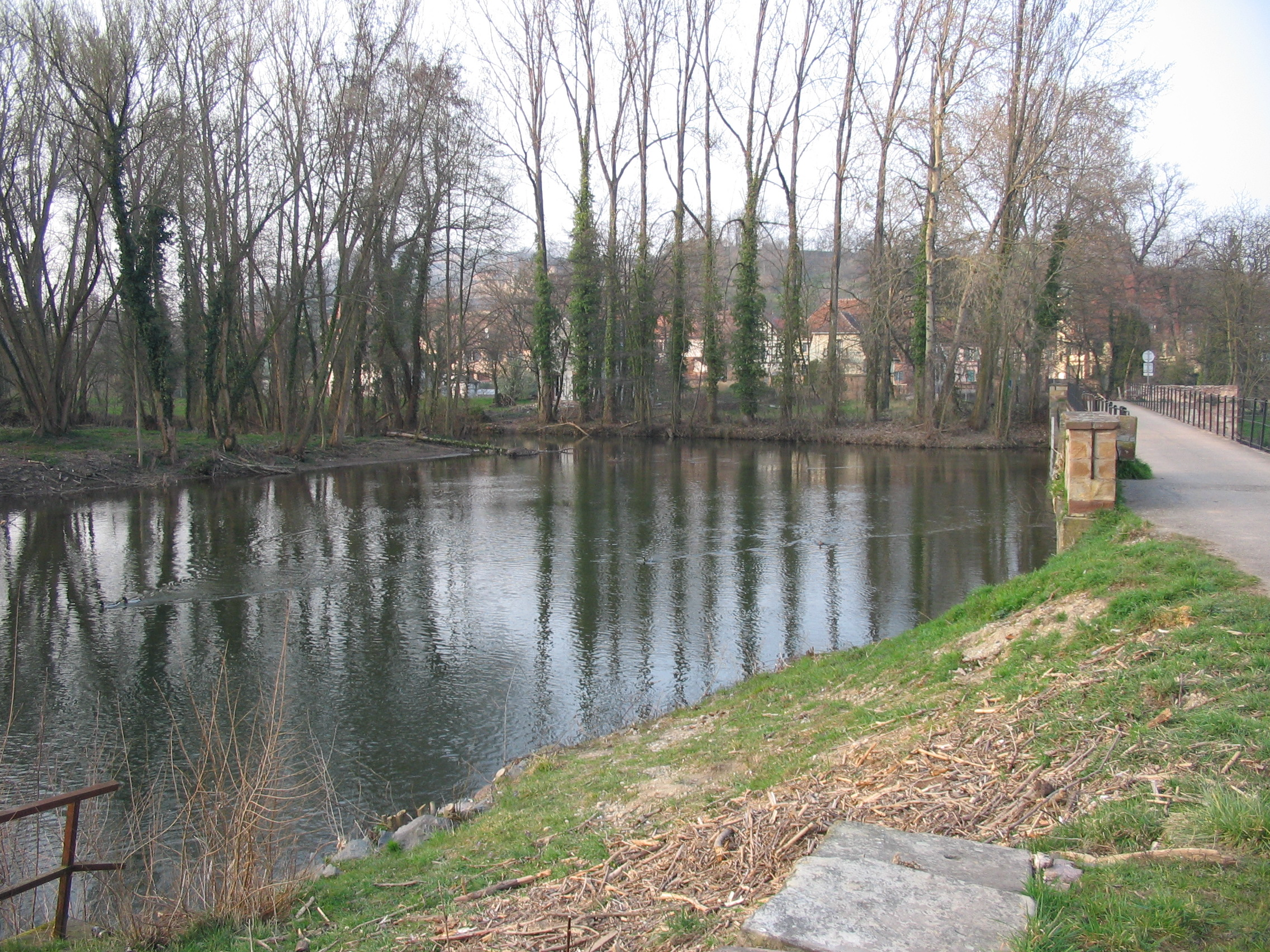
Confluence entre la Mossig et la Bruche.
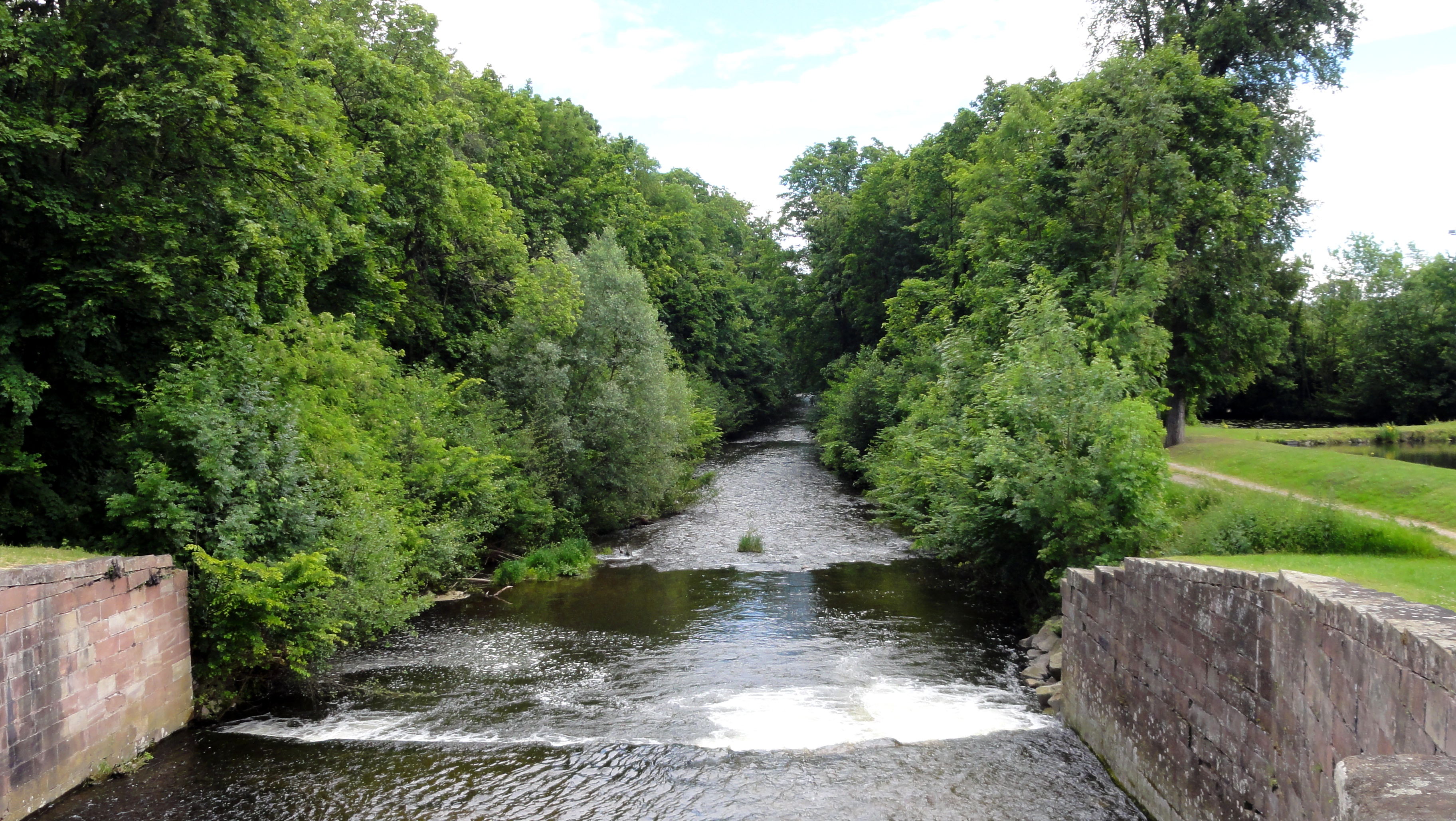
Canal de la Bruche.

### L'église Saint-Étienne
C'est en 1780 que Sébastien Kraemer construisit l'orgue initial. Au cours du temps, il conserva son imposant buffet composé de trois tourelles et deux plates-faces, tandis que la partie instrumentale fut refaite en 1844 par Claude-Ignace Callinet. La dernière transformation effectuée sur l'orgue fut faite en 1887 par Rinkenbach.
Sa partie instrumentale a été classée Monument Historique le 24 novembre 1980 et son buffet l'a été le 11 janvier 1982.

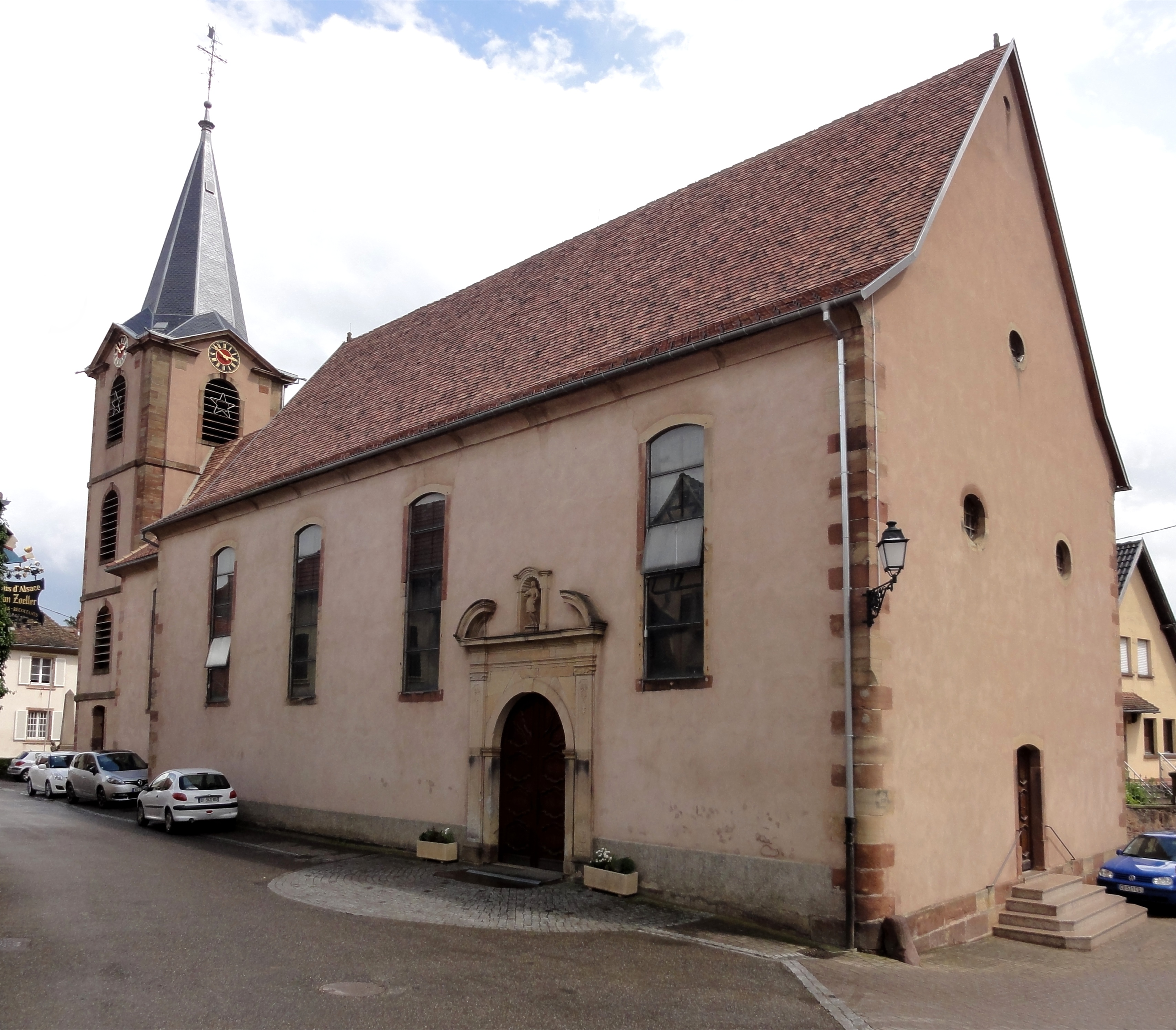
Église Saint-Étienne.
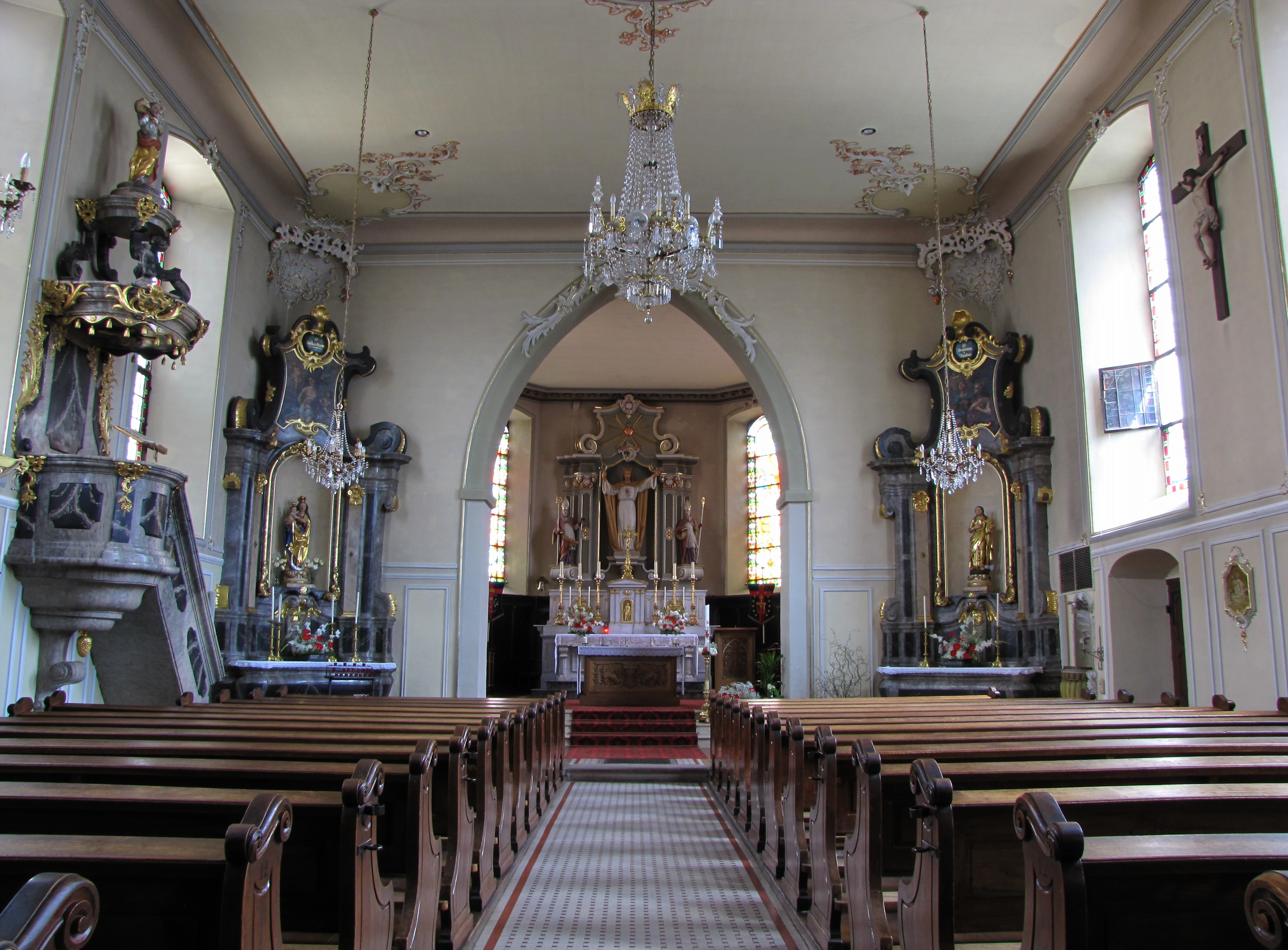
Vue intérieure de la nef vers le chœur.
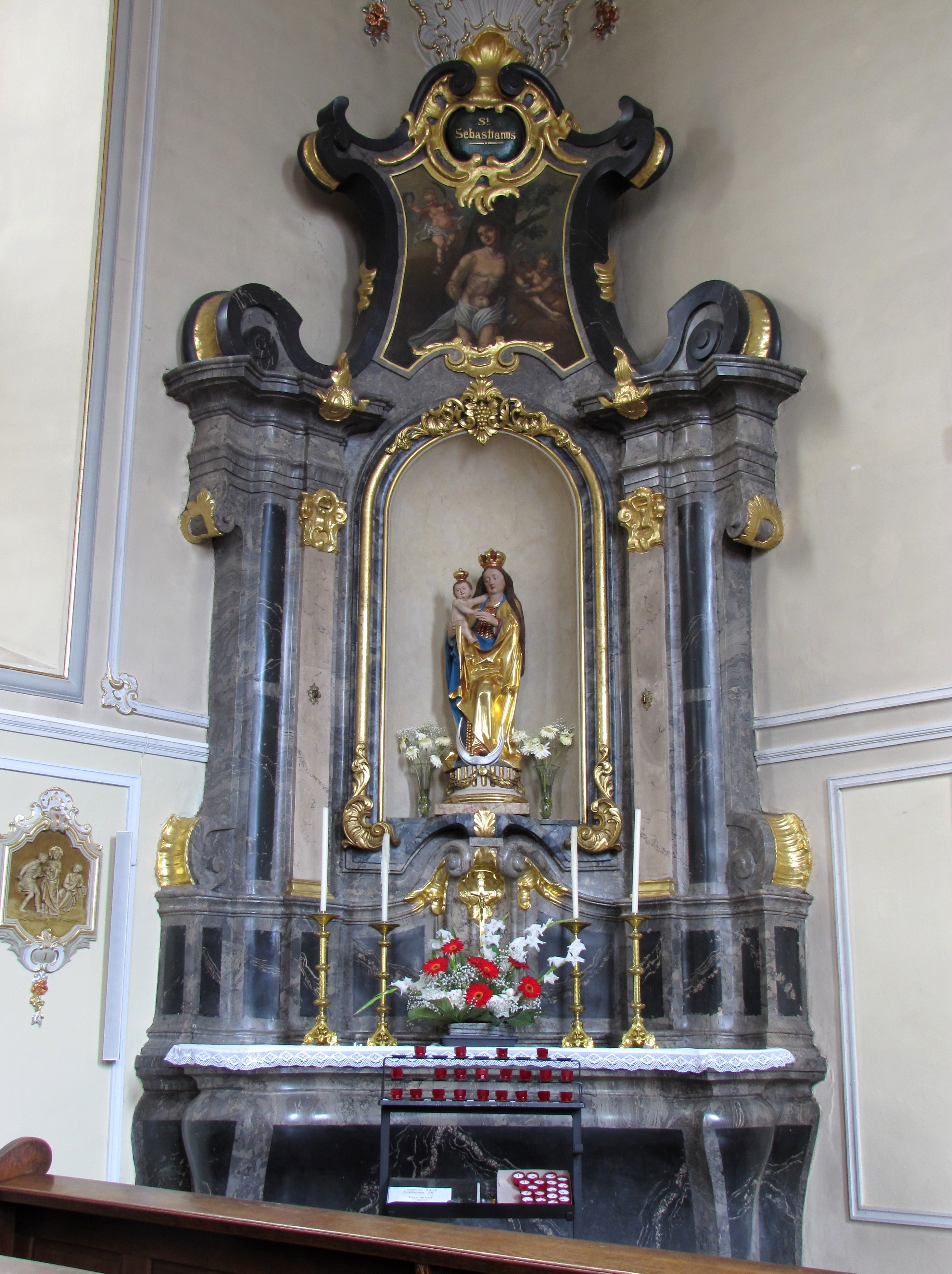
Autel secondaire de la Vierge (XVIIIe).
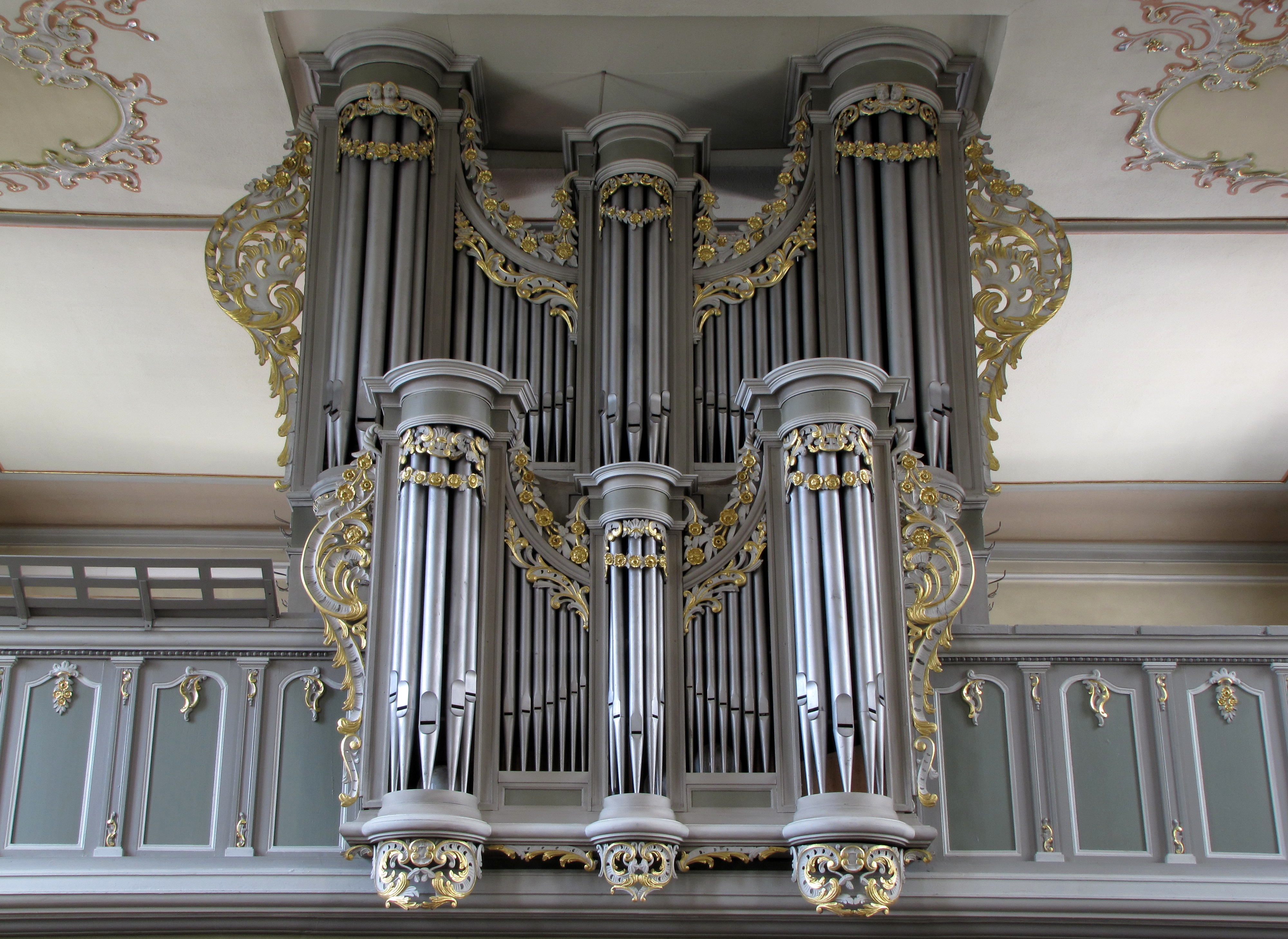
Orgue de tribune Kraemer-Callinet (1780).
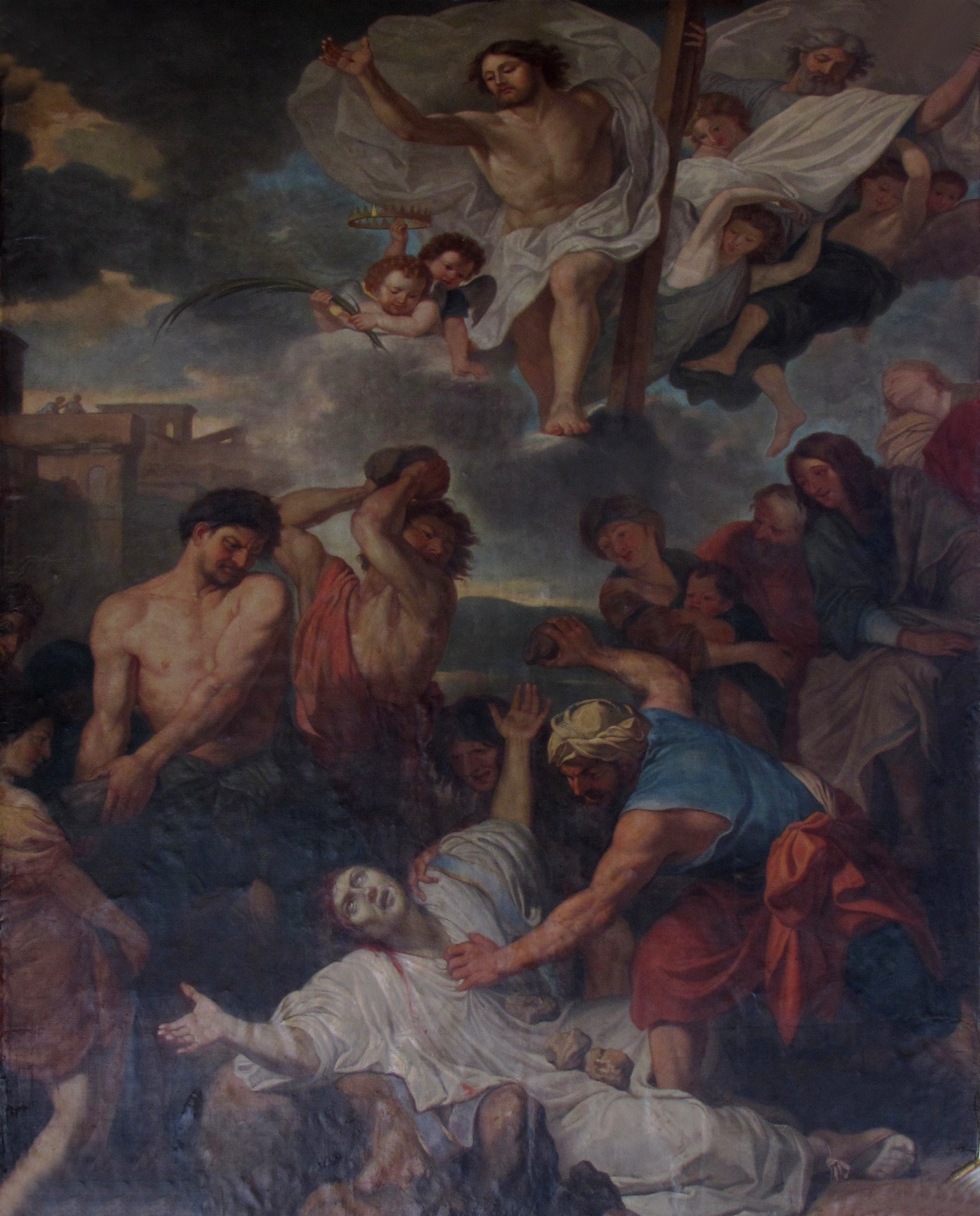
Tableau « Lapidation de saint Étienne » (XIXe).

## Activités sportives
Le village compte un club de tennis de table actif depuis les années 1950, champion d'Alsace AGR toutes catégories en 2007, ainsi qu'un club de foot regroupant 170 licenciés de toutes sections (jeunes, féminines, seniors et vétérans).

## Personnalités liées à la commune
- Philippe Grass (1801-1876) : sculpteur né dans la commune.
- Joseph-Émile Joëssel (1831-1898) : ingénieur naval, né dans la commune.
- Charles Ritz (1891-1976) : hôtelier et pêcheur, né dans la commune.